# Nordiska utomjordingar
Nordiska utomjordingar är vad som sägs vara en grupp av människoliknande utomjordingar. Namnet kommer av att det sägs att de liknar nordiska eller skandinaviska personer. Nordiska utomjordingar utgör en anmärkningsvärd del av tron på UFO:n/bortföranden i europeiska länder, men är inte vanliga bland iakttagelser i USA. Det hävdas att de ursprungligen kom från planeten Venus och andra planeter i solsystemet.

## Utseende

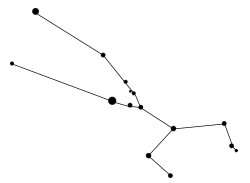
Stjärnbilden Oxen sägs vara den plats som Nordiska utomjordingar kommer ifrån.

Nordiska utomjordingar ska enligt ryktet se ut som människor till utseendet, med grå, vit hud, färglösa läppar och hår som är antingen ljusblont eller vitt. Några iakttagelser beskriver att de har bleka, blåa ögon trots att det är mer förekommande att de beskrivs besitta röda, gula, gröna, blåa eller rosa ögon. De flesta ögonvittnesskildringar säger att de är långa, statyliknande figurer och attraktiva. Det är mer vanligt att rapporterna beskriver de som manliga än kvinnliga.

## Transatlantisk uppdelning
Medan grå utomjordingar i USA utgör 75 procent av alla rapporterade närkontakter med utomjordingar, visar sig de nordiska motsvarigheterna i Europa i mindre än 20 procent av rapporterna. Detta gör att det är många gånger högre sannolikhet för européer att träffa på en nordisk utomjording än en grå utomjording. Det land som har flest redogörelser av fall av närkontaker med nordiska utomjordingar är Storbritannien. År 1994 noterade CSICOP-representatörer att närkontaktrapporter från Storbritannien ofta talade om nordiska utomjordingar. Det var inte förrän år 1987, då Whitley Striebers roman Närkontakt blev en bästsäljare där, som grå utomjordingar började förekomma bland rapporterna.

## UFO-kontaktpersoner
George Adamski var en av de första UFO-kontaktpersonerna som redogjorde för en beskrivning av UFO-passagerare. Ryktet säger att han 1952-11-20 mötte och pratade med en varelse kallad Orthon. Det här skulle ha skett efter att han såg ett UFO i Arizona. Adamski beskrev att varelsen till det yttre såg ut som en människa, med långt, vågigt blont hår. Emellertid var Orthon inte helt och hållet människa till utseendet. Han hade något vinklade ögon. Enligt Adamski sade Orthon att han härstammade från Venus.
Howard Menger hävdade också att han hade mött liknande varelser fastän hans uttalanden är kontroversiella då han tog tillbaka sin berättelse, och tog sedan tillbaka sitt tillbakadragande. Även Orfeo Angelucci och Elizabeth Klarer beskrev liknande varelser i sina närkontaktsberättelser.
Michael E. Salla föreslog i en intervju med Washington Post möjligheten att USA:s president, Dwight D. Eisenhower, år 1954 träffade några nordiska utomjordingar på Edwards Air Force Base. Anledningen skulle ha varit ett försök till att åstadkomma en överenskommelse gällande teknikutbyte samt elimineringen av amerikansk kärnvapenarsenal.
Cynthia Appleton, en brittisk UFO-kontaktperson, påstod i slutet av 1950-talet att hennes son Matthew blev far till en venusiansk besökare. Ett par år senare påstod likaså Mollie Thompson att hon mött blonda venusianer och blev tillräckligt inspirerad av upplevelsen för att spela in ett flertal sånger om det.